# Grob (Familie)
Die Grob sind ein von Grobenentschwil (Gemeinde Flawil), Herisau und St. Gallen stammendes Geschlecht von Kaufleuten, Ärzten und Gelehrten. 

## Geschichte
Johannes Grob war ein Sohn des im Weiler Furt bei Brunnadern lebenden reichen toggenburgischen Tuchhändlers und Protestantenführers Jost Grob. Er war im zu seinen Ehren in Grobenentschwil umbenannten Enzenschwil ansässig. Aufgrund seines Einsatzes für die protestantische Sache um 1674 war er zur Emigration nach Herisau gezwungen. Hier versah sein Sohn Johannes Grob bald einflussreiche Ämter und erhielt im Jahr 1690 das Ehrenbürgerrecht. 
Im 18. Jahrhundert hatten Familienangehörige als Kaufleute und Ärzte in Herisau und St. Gallen einige Bedeutung. Die Grob stellten drei Generationen angesehener Ärzte. Sie versahen von 1733 bis 1759 mit zwei Vertretern die Ausserrhoder Ratschreiber-Stelle und brachten mit dem oben erwähnten Johannes Grob sowie Adrian David Grob zwei bekannte Schriftsteller hervor. Letzterer erwarb im Jahr 1813 das St. Galler Stadtbürgerrecht.